# Otto Happel (Theologe)

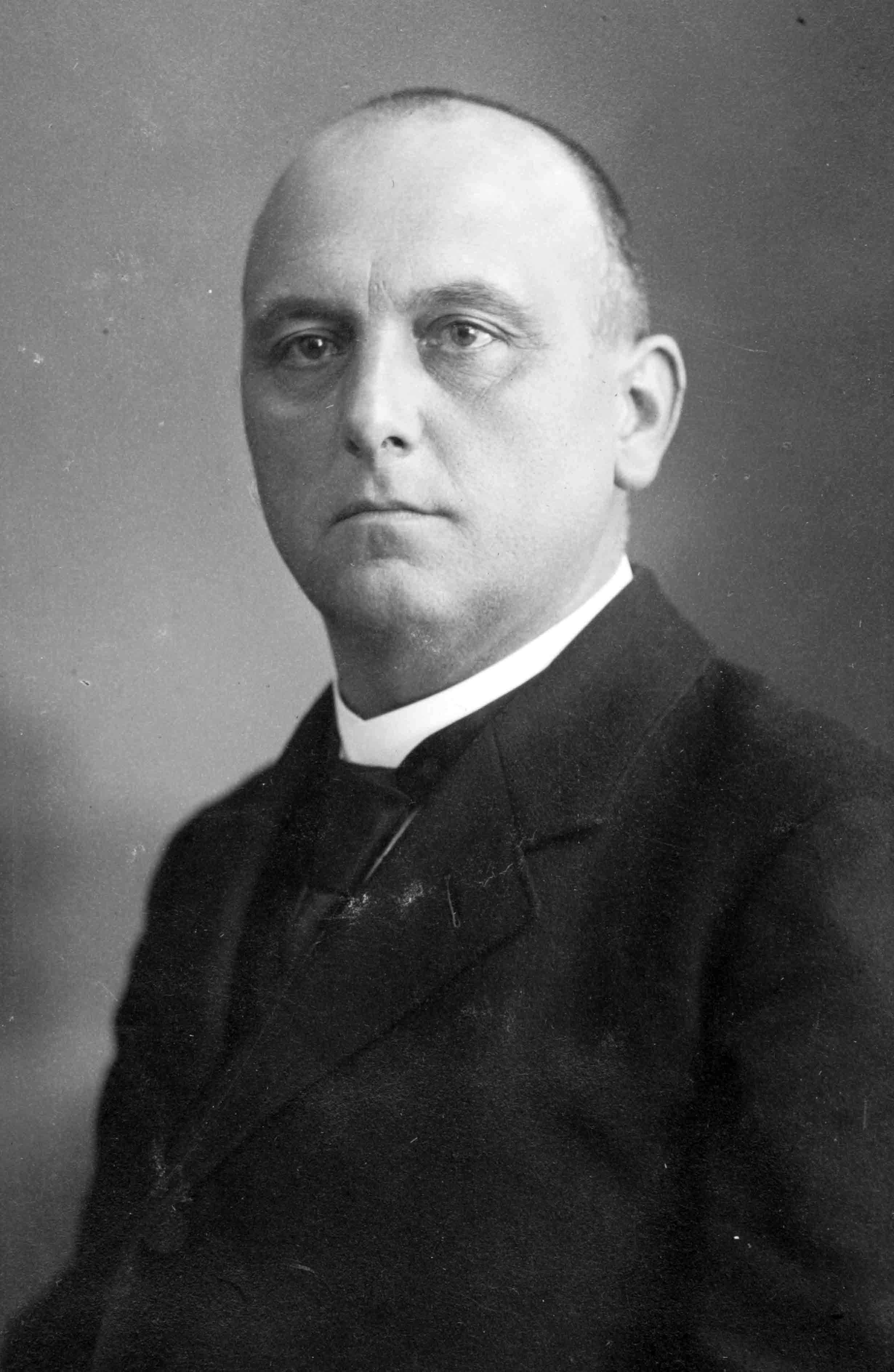
Otto Happel (1920)

Otto Happel (* 28. Juli 1866 in Wüstensachsen; † 14. Oktober 1932 in Würzburg) war ein römisch-katholischer Theologe und Hochschulprofessor in Passau.

## Leben und Wirken
Otto Happel studierte Theologie an der Julius-Maximilians-Universität in Würzburg. Er wurde am 3. August 1890 in Würzburg zum Priester geweiht.
Anschließend wurde er Kaplan in Gerolzhofen, Schweinfurt, Dettelbach und Haßfurt und Stadtprediger in Kitzingen. Am 29. Juli 1897 promovierte er zum Doktor der Theologie und am 5. Juli 1903 erfolgte die Habilitation über den Propheten Nahum an der theologischen Fakultät in Würzburg zum Privatdozenten für Altes Testament. Im gleichen Jahr wurde er als Professor für alttestamentliche Exegese an das Königliche Lyzeum in Passau berufen. Nach der Umbenennung des Lyzeums zur Philosophisch-Theologischen Hochschule Passau 1923 wurde er zum Rektor der Hochschule berufen und bekleidete diesen Posten bis 1926. Im Anschluss war er bis zu seinem Tod ordentlicher Professor für Exegese des Alten Testaments an der Universität Würzburg.
Er veröffentlichte Werke über Martin Becanus, einen Jesuiten und bekannten Theologen der Gegenreformation, den Propheten Habakuk und den Propheten Nahum.
Er war Mitglied der Liebfrauen Schiffleut und Salzfertiger-Bruderschaft.

## Publikationen
- Katholisches und protestantisches Christentum nach der Auffassung der alten katholischen Polemik insbesondere des Martinus Becanus. Andreas Göbel Verlagsbuchhandlung, Würzburg 1898.
- Das Buch des Propheten Habakuk. Andreas Göbel Verlagsbuchhandlung, Würzburg 1900.
- Der Psalm Nahum (Nahum 1) kritisch untersucht. Andreas Göbel Verlagsbuchhandlung, Würzburg 1900.
- Neue Beiträge zur Textgeschichte der alttestamentlichen Bücher. Herder Verlag, Freiburg 1901.
- Das Buch des Propheten Nahum, Erklärt. Göbel & Scherer, Würzburg 1903.
- Der Turmbau zu Babel (Gn 11,1–9). In: Biblische Zeitschrift. Verlag Ferdinand Schöningh, 1904.
- Jehu, ein Beitrag zum Verständnisse der alttestamentlichen Geschichtschreibung. Buchhandlung Georg Kleiter, Passau 1905.
- Aus Gottes Wort. Buchhandlung Georg Kleiter, Passau 1905/06.